# Rudolf Chundela (boxer)
Rudolf Chundela (9. listopadu 1913 Božkov – 7. března 1984 Praha) byl československý boxer, hudebník, publicista a tramp.

## Život
Chundela se narodil do rodiny pražského lakýrníka a malíře Václava Chundely (1886 – 1918) a Marie roz. Oukropcové (1891 – 1919). V pěti letech spolu se starším bratrem osiřel a byl předán do péče svého dědečka Oukropce. Od návratu rodiny do Prahy na konci roku 1914 do své smrti bydlel v Praze na Žižkově.
Jako mladistvý se stal členem boxerského klubu BC Smíchov. Mezi roky 1931 a 1936 vyhrál čtyři medaile na Mistrovstvích Československa v boxu. V letech 1931 a 1934 vyhrál stříbrnou medaili v kategorii lehké váhy a v letech 1932 a 1936 zlatou medaili v kategoriích pérové a lehké váhy. Dne 14. října 1934 vybojoval zápasy s Jevgenijem Ogurenkovem a Janisławem Sipińskim, představiteli Sovětského svazu a Polska. Ogurenkova porazil a se Sipińským remizoval.
Byl také členem trampského hnutí a po válce byl hlavně znám jako skladatel a hudebník trampských písní, obzvláště textů k hudbě Václava Fliegela. Většinu byla vydána v různých edicích Písniček do kapsy. Jeho trampská přezdívka byla Rudla a nejvíce byl spjat s osadou Rudý Les u potoka Mnichovka a Hubačovského rybníka (dnes územně součást Hrusic). V roce 1969 byl členem redakční rady trampského časopisu Pacifik expres pojmenovaném po Posázavském pacifiku (trampská přezdívka pro tratě 210 a 212), jehož vyšlo šest čísel. Současně byl mezi roky 1968 a 1971 publicista časopisu Tramp, založeného v roce 1929 spolu s původním trampskými osadami. Chundela zemřel ve věku 70 let v Praze a je pohřben na Olšanských hřbitovech.
Dne 13. června 1943 si vzal v Olešce 19letou Věru Vedralovou. Spolu měli jednoho syna, Rudolfa (nar. 1947), který se také stal kytaristou a členem hudebních skupin Tučňáci založenou Michalem Tučným, Balet a Framus Five.